# Trentepohlia saxatilis
Trentepohlia saxatilis är en tvåvingeart som beskrevs av Alexander 1929. Trentepohlia saxatilis ingår i släktet Trentepohlia och familjen småharkrankar. Inga underarter finns listade i Catalogue of Life.